# Сапатаматъяха
Сапатаматъяха (устар. Сапатамат-Яха) — река в России, протекает в Ямало-Ненецком автономном округе. Устье реки находится в 95,7 км по правому берегу реки Нгарка-Пыряяха. Длина реки составляет 28 км.

## Данные водного реестра
По данным государственного водного реестра России относится к Нижнеобскому бассейновому округу, водохозяйственный участок реки — Надым, речной подбассейн реки — подбассейн отсутствует. Речной бассейн реки — Надым.
Код объекта в государственном водном реестре — 15030000112115300052013.